# Brand von Skopje

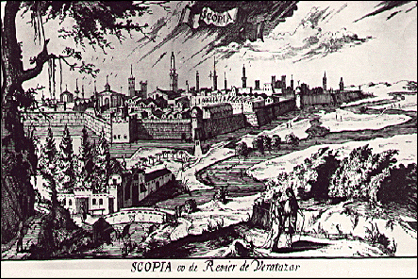
Skopje 1594

Der Brand von Skopje war ein vorsätzliches Feuer, das die Stadt Skopje, damals Üsküb, 1689 fast vollständig zerstörte.
Das Feuer wurde am 25. Oktober 1689 von General Enea Silvio Piccolomini, dem Befehlshaber der Habsburger, entfacht, der während des Großen Türkenkrieges tief in das Osmanische Reich eindrang. Die von General Piccolomini kommandierten Truppen drangen am 25. Oktober 1689 siegreich in die von der Bevölkerung weitgehend verlassene Stadt ein und konnten dort Lebensmittel beschaffen, stellten jedoch fest, dass in der Stadt angeblich die Pest oder die Cholera wütete.

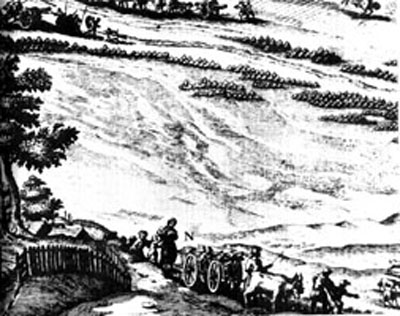
Wanderung der Stadtbevölkerung nach Norden durch die Donau, 1690

Üsküb war eine wichtigste osmanische Stadt auf dem Balkan. Die Bevölkerung betrug 40.000 bis 60.000 Einwohner. Piccolomini verglich sie mit Prag und bewunderte die gepflegten Gärten und prachtvollen Moscheen. Überzeugt, dass er Üsküb nicht halten und verteidigen konnte, beschloss Piccolomini, sich nach Norden zurückzuziehen. Er ordnete das Verbrennen der Stadt an, damit sie im Falle einer Gegenoffensive der osmanischen Armee nicht wieder eingenommen werden konnte.
Nach einer Version war die Brandstiftung eine Rache der Österreicher für die Belagerung von Wien im Jahr 1683.
Die Stadt brannte in drei Tagen, vom 25. bis 27. Oktober 1689, fast vollständig nieder und es blieben nur noch wenige Steingebäude übrig.
Zusammen mit den Erdbeben von 518, 1555 und 1963 war der Brand die bedeutendste Katastrophe in der Geschichte von Skopje. Fast 50.000 Einwohner der Stadt zogen entlang der Militärgrenze in die Vojvodina. Die serbische Nationalpropaganda des 19. Jahrhunderts bezeichnet diesen Vorgang als Vertreibung der Serben.